# Watzmann

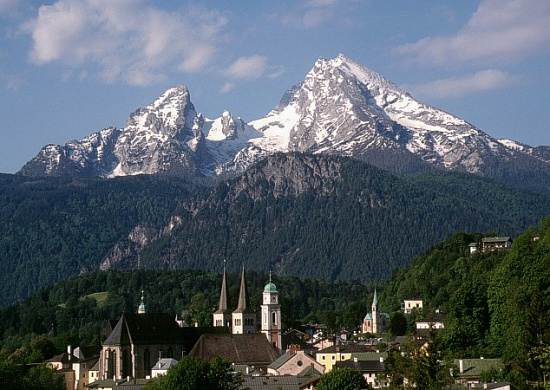
Watzmann bakom staden Berchtesgaden

Caspar David Friedrichs oljemålning Der Watzmann från 1824–1825 är utställd på Alte Nationalgalerie i Berlin.

Watzmann är ett 2 713 meter högt berg i nordöstra Alperna i den del som benämns Bayerska alperna. Bergstoppen ligger i Tyskland och ingår i nationalparken Berchtesgaden. De närmaste orterna Ramsau och Schönau ligger ungefär 2 000 meter lägre.

## Flora och fauna
På grund av den stora höjddifferensen mellan toppen och området är massivet rikt på växt- och djurarter. Vid de lägsta ställen finns huvudsakligen bokskog som går över i blandskog. Den högsta zonen med skog kännetecknas av barrträd som gran, lärk och brödtall (Pinus cembra). Vid de lätt tillgängliga ställen på bergets norra sida odlar skogsbruket enformiga skogar med gran. Skogsgränsen ligger ungefär 2 000 meter över havet och sedan ansluter hedar med dvärgbuskar. Här finns till exempel hårig alpros (Rhododendron hirsutum), bergtall (Pinus mugo) och björkal (Alnus viridis). Vid toppen växer ingen vegetation alls.
I massivets lägre delar är olika hovdjur som rådjur, kronhjort och gems vanliga. En bit uppåt lever typiska alpina djur som skogshare, tjäder, orre, fjällripa, järpe, kungsörn, alpsalamander (Salamandra atra) och en svart variant av huggormen. Murmeldjuret finns bara i ett begränsat område och alpstenbocken är en tillfällig gäst.

## Watzmannsagan
På flera vykort syns berget från norr där varje spets föreställer ett huvud. Enligt legenden regerades regionen tidigare av den ondskefulla kungen Waze eller Wazemann som skapade tillsammans med sin fru och sina barn rädsla och ångest bland områdets befolkning. När han en dag höll på att döda en bondefamilj svär bondekvinnan att han ska förvandlas till sten. Jorden öppnar sig, spyr eld och omvandlar kungafamiljen till ett bergsmassiv. På de nämnda vykorten syns drottningen till vänster, barnen i mitten och kungen till höger. I vissa versioner tilläggs att familjens blod blev till Königssee och Obersee.